# Abbot (krater)
 For alternative betydninger, se Abbot. (Se også artikler, som begynder med Abbot)
Abbot er et lille nedslagskrater på Månen, som ligger på den nordlige halvkugle på Månens forside. Det er opkaldt efter den amerikanske astrofysiker og astronom Charles G. Abbot (1872-1973). Navnet blev officielt tildelt af den Internationale Astronomiske Union (IAU) i 1973 i anledning af Abbots 100-års fødselsdag og er dermed et af de få kratere, som er opkaldt efter en person, som endnu var i live på navngivningstidspunktet.
Krateret hed Apollonius K før det blev navngivet af IAU.

## Omgivelser
Abbotkrateret ligger i det forrevne område mellem Mare Fecunditatis mod syd og vest og Mare Crisium mod nord. Apolloniuskrateret ligger øst for Abbot.

## Karakteristika
Det er et cirkulært krater med et bægerformet indre. Den indre del af kratervæggen skråner ned mod kraterets midtpunkt, og der er ikke andre nedslag af betydning, som har påvirket hverken det indre eller kraterranden.